# Robert Ward Johnson

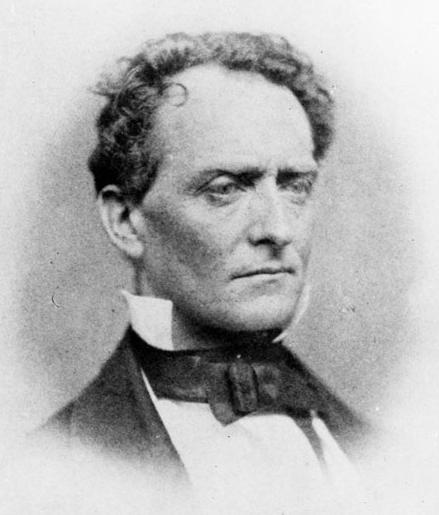
Robert Ward Johnson

Robert Ward Johnson (* 22. Juli 1814 im Scott County, Kentucky; † 26. Juli 1879 in Little Rock, Arkansas) war ein US-amerikanischer Anwalt und Politiker aus dem Bundesstaat Arkansas, der sowohl dem Senat der Vereinigten Staaten als auch dem Konföderiertensenat angehörte. Er war Mitglied der Demokratischen Partei.

## Werdegang
Robert Johnson besuchte die Choctaw Academy und das St. Joseph's College in Bardstown, Kentucky. 1821 zog er mit seinem Vater nach Arkansas. Dort studierte er Jura und wurde anschließend 1835 als Anwalt zugelassen. Johnson entschied sich eine politische Laufbahn einzuschlagen. Er kandidierte 1840 für den Posten des Staatsanwalts (Prosecuting attorney) von Little Rock und war in dieser Stellung bis 1842 tätig; damit übte er ex officio auch das Amt des Attorney General von Arkansas aus. Noch vor dem Sezessionskrieg ließ er sich in Helena nieder.
Johnson wurde in den 30., 31. und 32. Kongress gewählt. Dort war er Vorsitzender des Committee on Indian Affairs. Johnson entschied sich 1852 nicht für eine Wiederwahl anzutreten. Er wurde stattdessen in den US-Senat berufen und später auch gewählt, um die freigewordene Stelle von Senator Solon Borland zu füllen. Er wurde 1844 wiedergewählt und diente in dieser Stellung bis zum 3. März 1861. Nach dem Ausbruch des Bürgerkriegs vertrat er seinen Staat 1861 als Delegierter im Provisorischen Konföderiertenkongress. Ferner war er zwischen 1862 und 1865 Mitglied des Konföderiertensenats. Nach dem Krieg praktizierte er wieder als Anwalt in Washington, D.C., wobei er 1878 erfolglos für eine Wiederwahl in den US-Senat kandidierte.
Robert Ward Johnson verstarb im Juli 1879 in Little Rock und wurde auf dem historischen Mount Holly Cemetery beigesetzt.

## Familie
Robert Ward Johnson war so wie seine Brüder James Johnson und John Telemachus Johnson, die beide Kongressabgeordnete für Kentucky waren, der Neffe von Vizepräsident Richard M. Johnson. Ferner war Robert der Schwager von US-Senator Ambrose Hundley Sevier. Sevier heiratete Johnsons Schwester. Johnson selbst heiratete zwei Mal, zuerst Sarah Smith 1836, mit der er dann sechs gemeinsame Kinder hatte (drei von ihnen erreichten das Erwachsenenalter), und nach Sarahs Tod 1862 ihre jüngere Schwester, Laura, 1863, mit der er aber keine Kinder hatte.